# Embid de Ariza
Embid de Ariza è un comune spagnolo di 70 abitanti situato nella comunità autonoma dell'Aragona.